# Golden Raspberry Awards 2021
De Golden Raspberry Awards 2021-uitreiking vond plaats op 26 maart 2022, een dag voor de uitreiking van de Oscars, de nominaties werden bekendgemaakt op 7 februari. De prijzen werden toegekend aan de slechtste uitvoeringen betreffende film uit 2021. Het was de 42e editie van dit evenement.

## Genomineerden en winnaars
| "Winnaar"* |

| Categorie                                    | Nominaties                                                                                  |
| -------------------------------------------- | ------------------------------------------------------------------------------------------- |
| Slechtste film                               | Diana the Musical                                                                           |
| Slechtste film                               | Infinite                                                                                    |
| Slechtste film                               | Karen                                                                                       |
| Slechtste film                               | Space Jam: A New Legacy                                                                     |
| Slechtste film                               | The Woman in the Window                                                                     |
| Slechtste regisseur                          | Christopher Ashley voor Diana the Musical                                                   |
| Slechtste regisseur                          | Coke Daniels voor Karen                                                                     |
| Slechtste regisseur                          | Joe Wright voor The Woman in the Window                                                     |
| Slechtste regisseur                          | Renny Harlin voor The Misfits                                                               |
| Slechtste regisseur                          | Stephen Chbosky voor Dear Evan Hansen                                                       |
| Slechtste acteur                             | Lebron James in Space Jam: A New Legacy                                                     |
| Slechtste acteur                             | Ben Platt in Dear Evan Hansen                                                               |
| Slechtste acteur                             | Mark Whalberg in Infinite                                                                   |
| Slechtste acteur                             | Roe Hartrampf in Diana the Musical                                                          |
| Slechtste acteur                             | Scott Eastwood in Dangerous                                                                 |
| Slechtste actrice                            | Jeanna de Waal in Diana the Musical                                                         |
| Slechtste actrice                            | Amy Adams in The Woman in the Window                                                        |
| Slechtste actrice                            | Megan Fox in Midnight in the Switchgrass                                                    |
| Slechtste actrice                            | Ruby Rose in Vanquish                                                                       |
| Slechtste actrice                            | Taryn Manning in Karen                                                                      |
| Slechtste mannelijke bijrol                  | Jared Leto in House of Gucci                                                                |
| Slechtste mannelijke bijrol                  | Ben Affleck in The Last Duel                                                                |
| Slechtste mannelijke bijrol                  | Gareth Keegan in Diana the Musical                                                          |
| Slechtste mannelijke bijrol                  | Mel Gibson in Dangerous                                                                     |
| Slechtste mannelijke bijrol                  | Nick Cannon in The Misfits                                                                  |
| Slechtste vrouwelijke bijrol                 | Judy Kaye in Diana the Musical                                                              |
| Slechtste vrouwelijke bijrol                 | Amy Adams in Dear Evan Hansen                                                               |
| Slechtste vrouwelijke bijrol                 | Erin Davie in Diana the Musical                                                             |
| Slechtste vrouwelijke bijrol                 | Sophie Cookson in Infinite                                                                  |
| Slechtste vrouwelijke bijrol                 | Taryn Manning in Every Last One of Them                                                     |
| Slechtste duo                                | Lebron James en elk Warner tekenfilmfiguur in Space Jam: A New Legacy                       |
| Slechtste duo                                | Ben Platt en elk personage dat het normaal vindt dat hij altijd zingt in Dear Evan Hansen   |
| Slechtste duo                                | Elke onhandige acteur en gebrekkig geschreven nummer in Diana the Musical                   |
| Slechtste duo                                | Jared Leto en zijn latex gezicht, zijn kleren of zijn belachelijke accent in House of Gucci |
| Slechtste duo                                | Tom en Jerry in Tom & Jerry                                                                 |
| Slechtste Prequel, Remake, Rip-off of Sequel | Space Jam: A New Legacy                                                                     |
| Slechtste Prequel, Remake, Rip-off of Sequel | Karen (rip-off van Cruella)                                                                 |
| Slechtste Prequel, Remake, Rip-off of Sequel | The Woman in the Window (rip-of van Rear Window)                                            |
| Slechtste Prequel, Remake, Rip-off of Sequel | Tom & Jerry                                                                                 |
| Slechtste Prequel, Remake, Rip-off of Sequel | Twist (een rap remake van Oliver Twist)                                                     |
| Slechtste scenario                           | Diana the Musical                                                                           |
| Slechtste scenario                           | Karen                                                                                       |
| Slechtste scenario                           | The Misfits                                                                                 |
| Slechtste scenario                           | The Woman in the Window                                                                     |
| Slechtste scenario                           | Twist                                                                                       |
| Slechtste rol gespeeld door Bruce Willis     | Bruce Willis in American Siege                                                              |
| Slechtste rol gespeeld door Bruce Willis     | Bruce Willis in Apex                                                                        |
| Slechtste rol gespeeld door Bruce Willis     | Bruce Willis in Cosmic Sin                                                                  |
| Slechtste rol gespeeld door Bruce Willis     | Bruce Willis in Deadlock                                                                    |
| Slechtste rol gespeeld door Bruce Willis     | Bruce Willis in Fortress                                                                    |
| Slechtste rol gespeeld door Bruce Willis     | Bruce Willis in Midnight in the Switchgrass                                                 |
| Slechtste rol gespeeld door Bruce Willis     | Bruce Willis in Out of Death                                                                |
| Slechtste rol gespeeld door Bruce Willis     | Bruce Willis in Survive the Game                                                            |